# 날씬가시쥐
날씬가시쥐(Trinomys gratiosus)는 가시쥐과에 속하는 남아메리카 설치류이다. 브라질 남동부의 이스피리투산투주 도체 강 남안부터 남쪽으로 리우데자네이루주 테레조폴리스까지 지역에서 발견된다.